# Templomhegyi kőfejtő aknabarlangja
A Templomhegyi kőfejtő aknabarlangja gerinces őslénytani leletei miatt vált híressé. Magyarország megkülönböztetetten védett barlangjai között volt, de volt olyan időszak is, amikor Magyarország fokozottan védett barlangjai között tartották számon. 1989-ben védterületével együtt Villányi Templom-hegy Természetvédelmi Terület néven országos jelentőségű védett területté nyilvánították és a Duna–Dráva Nemzeti Park Igazgatóság kezelésébe került.

## Leírás
A Templomhegyi kőfejtő aknabarlangjában a magyarországi kora pleisztocén állatvilág fejlődésének egyik alapvető fontosságú faunáját tárták fel. Az 1950-es években feltárt gazdag sorozata alapján a templomhegyi faunisztikai szakasz típuslelőhelyévé vált. A lelőhelyről előkerült állatok viszonylagos kora a Somssich-hegyi 2. sz. barlang és a Tar-kői-kőfülke pleisztocén faunája között helyezkedik el. Gazdag leletanyag képviseli a rovarevőket a pocokformákon kívül. Ezek nagy része kora pleisztocén faj, például a Talpa fossilis, amely a ma élő vakondnál kisebb faj, a Talpa minor, a Sorex runtonensis, amely egy cickány faj, a Beremendia fissidens, amely egy cickány faj és a Drepanosorex margaritodon, amely egy cickány faj.
Leletei között az erdei egerek, az Apodemus nem maradványai kis számban kerültek elő. Ebből arra lehet következtetni, hogy meleg száraz és hideg száraz jellegű éghajlatváltozások történtek, mert az erdei egerek meleg és nedvességkedvelők. A rétegek faji összetétele nem nagyon tért el egymástól, viszont az egyes fajok előfordulási gyakorisága nagyon különböző volt. A kitöltés tartalmazott gyökértelen fogú Arvicola cantiana és gyökeres fogú Mimomys savini maradványokat. A rágcsálók csontjai között voltak Sicista praeloriger, amely a csíkos egér őse, Cricetus praeglacialis, ez egy olyan hörcsögfaj, amely a mezei hörcsöghöz vezető fejlődési vonal legkorábbi képviselője, maradványok. A fent említetteken kívül megtalálták a Pitymys arvalidens, a Lagurus pannonicus, a Pitymys gregaloides és a Microtus nivalinus fajokat.
A Villány északi részén található Templom-hegy felhagyott kőbányájának déli oldalán van a bejárata. A kőfejtő a vasútállomás mögött helyezkedik el. Körülbelül 6 méter magasan a sziklafal tövében nyílik. Jura mészkőben keletkezett. Kitöltésének felső része vályogos lösz volt, amely lefelé fokozatosan ment át vörösagyagba. Kitöltésének 12 szintjét állapították meg. Bejárata vaslemez ajtóval van lezárva. A barlang aknából és oldalfülkéből áll. Utólagos átkristályosodás jellemző kalcitképződményeire, cseppköveire és borsóköveire. Bejárásához engedély és kötéltechnikai eszközök alkalmazása kell.
Előfordul a barlang az irodalmában Templom-hegyi-aknabarlang (Kordos 1984), Templomhegyi-zsomboly (Dezső 2004), Villány 8. lelőhely barlangja (Kordos 1984), Villány 8. sz. lelőhely (Kordos 1984) és Villányi 8. sz. barlang (Maróthy 1988) neveken is.

## Kutatástörténet
A bányászat következtében, oldalról tárult fel a barlang bejárata, úgy mint a többi klasszikus, villányi ősgerinces lelőhelynek. 1953 és 1955 között Kretzoi Miklós végzett benne őslénytani feltárást. Az 1950-es évek végén a nagy részét lebányászták. 1978 októberében Peresztegi László szerkesztette meg a barlang alaprajz térképét és két hosszmetszet térképét. A Rónaki László által készített, majd az 1978. évi MKBT Beszámolóban megjelent kataszter szerint a barlang 13,5 m mély és kb. 60 m³ térfogatú. 1979-ben Jánossy Dénes és munkatársai folytatták a barlang paleontológiai ásatását.
Az 1984-ben kiadott, Magyarország barlangjai című könyv szerint a Répáshuta melletti, kövesváradi fosszilis karsztzsák szerencsésen kiegészítette az addig csak Magyarország déli részéről, a Templomhegyi kőfejtő aknabarlangjából ismert kora pleisztocén állatvilágot. A könyv országos barlanglistájában szerepel a Villányi-hegység és a Beremendi-rög barlangjai között a barlang Templom-hegyi-aknabarlang néven Villány 8. lelőhely barlangja névváltozattal. A listához kapcsolódóan látható a Mecsek hegység és a Villányi-hegység barlangjainak földrajzi elhelyezkedését bemutató 1:500 000-es méretarányú térképen a barlang földrajzi elhelyezkedése.
1988. október 1-től a környezetvédelmi és vízgazdálkodási miniszter 7/1988. (X. 1.) KVM rendeletének (6. §. 2. pont, illetve 5. sz. melléklet) értelmében a Villányi-hegységben lévő Villányi 8. sz. barlang fokozottan védett barlang. Fokozottan védett barlang paleontológiai jelentősége miatt lett. Az 1988. évi Karszt és Barlangban közölve lett, hogy a Villányi-hegységben elhelyezkedő Villányi 8. sz. barlang bekerült Magyarország fokozottan védett barlangjai közé. Magyarországon a Templomhegyi kőfejtő aknabarlangjával együtt 108 barlang van fokozottan védve.
1989 óta természetvédelmi terület a Templom-hegy kőfejtője geológiai és őslénytani értékei miatt. 1999-ben a Pécsi Tudományegyetem Barlangkutató Egyesülete kezdte kutatni és 2,5 méterrel megnövelte mélységét. A kitöltésből előkerült nagy mennyiségű kisemlősfosszília a kiiszapolás után a Magyar Természettudományi Múzeum Föld- és Őslénytani Tárába került tudományos feldolgozásra. 1999-ben lett lezárva bejárata. 2000. november 21-én Tarnai T. és Dezső József mérte fel a barlangot. A felmérés felhasználásával elkészült a barlang hosszmetszetet térképe és keresztmetszet térképei.
2001. május 17-től a környezetvédelmi miniszter 13/2001. (V. 9.) KöM rendeletének értelmében a Villányi-hegység területén lévő Villányi 8. sz. barlang fokozottan védett barlang. Egyidejűleg a fokozottan védett barlangok körének megállapításáról szóló 1/1982. (III. 15.) OKTH rendelkezés hatályát veszti. A 2003-ban megjelent, Magyarország fokozottan védett barlangjai című könyv szerint a barlang 20 m hosszú és függőleges kiterjedése 14 m. 2004 novemberében, a Dezső József és Mangult István által végzett barlangfelmérés alapján, Dezső József készítette el a barlang alaprajz térképét, hosszmetszet térképét és keresztmetszet térképeit.
2004 decemberében Dezső József szerkesztette meg a barlang alaprajzának felszíni vetületét ábrázoló térképet. A felmérés alapján a barlang 18,2 m hosszú és 15,63 m függőleges kiterjedésű. A 2006. évi MKBT Tájékoztatóban közölve lett, hogy a Villányi-hegységben lévő Villányi 8. sz. barlang már nem fokozottan védett barlang. A Duna–Dráva Nemzeti Park Igazgatóság működési területén, a Villányi-hegységben elhelyezkedő, 4150/3 kataszteri számú Villányi 8. sz. barlang, 2006. február 28-tól, a környezetvédelmi és vízügyi miniszter 8/2006. KvVM utasítása szerint, megkülönböztetett védelmet igénylő barlang.

## További irodalom
- Jánossy Dénes: A magyarországi pleisztocén tagolása gerinces faunák alapján. Budapest, Akadémiai Kiadó, 1979.